# Roscelino de Compiègne
Juan Roscelino de Compiègne (1050-1125), fue un canónigo, maestro en Compiègne, Loches, Besançon y Tours. Comúnmente es considerado el primer defensor del nominalismo y tenido como su fundador.
No se dispone de referencias directas sobre su vida, se le conoce por la crítica y condena que hizo de él Anselmo de Canterbury (cuando era abad de Bec) y por haber sido maestro de Pedro Abelardo.

## La condena de Soissons por triteísmo
La acusación de triteísmo que marcaría su carrera se basaría en una carta de un monje de nombre Juan a Anselmo de Canterbury. Dicha carta decía que:
«Roscelino de Compiègne plantea la cuestión de si las tres personas [de la Trinidad] son una sola cosa única y no tres cosas separadas por sí mismas, como tres ángeles o tres almas, de tal modo que por la voluntad y por el poder [potentia] son asimismo únicas; y en tal caso el Padre, el Espíritu Santo se han encarnado juntamente con el Hijo»
Anselmo de Canterbury, quien nunca había leído nada de Roscelino y ni tan siquiera le conocía, escribió a Foulques, obispo de Beauvais, que una carta de uno de sus monjes le informaba que un tal Roscelino de Compiègne profesaba desde hacía tiempo una doctrina herética y blasfema sobre la Trinidad y la Encarnación, y manifestó su acuerdo con la acusación. Agregaba una versión modificada de la carta de Juan que condenaba a Roscelino: 
«He sentido, que el clérigo Roscelino dice que en Dios las tres personas son tres cosas separadas la una de la otra como son tres ángeles, de modo que su voluntad y su poder [potestas] son la misma cosa, dicho de otro modo: que Padre, Espíritu Santo se han encarnado, y que uno podría -si el uso lo permite- hablar verdaderamente de tres dioses»
Sobre esa falsedad y el testimonio de Anselmo, Roscelino fue acusado de triteísmo y condenado hacia el año 1091 en el concilio de Soissons.